# 普斯托耶莫吉利諾湖
56°05′57″N 29°04′33″E / 56.09917°N 29.07583°E
普斯托耶莫吉利諾湖（俄语：Пустое Могильно），是俄羅斯的湖泊，位於該國西北部，由普斯科夫州負責管轄，處於謝別日區，面積1.6平方公里，集水區面積3.26平方公里，平均水深3米，最大水深7米。